# 21503 Beksha
A 21503 Beksha (ideiglenes jelöléssel 1998 KL18) a Naprendszer kisbolygóövében található aszteroida. A LINEAR projekt keretében fedezték fel 1998. május 22-én.